# Ludmiła Niedbalska

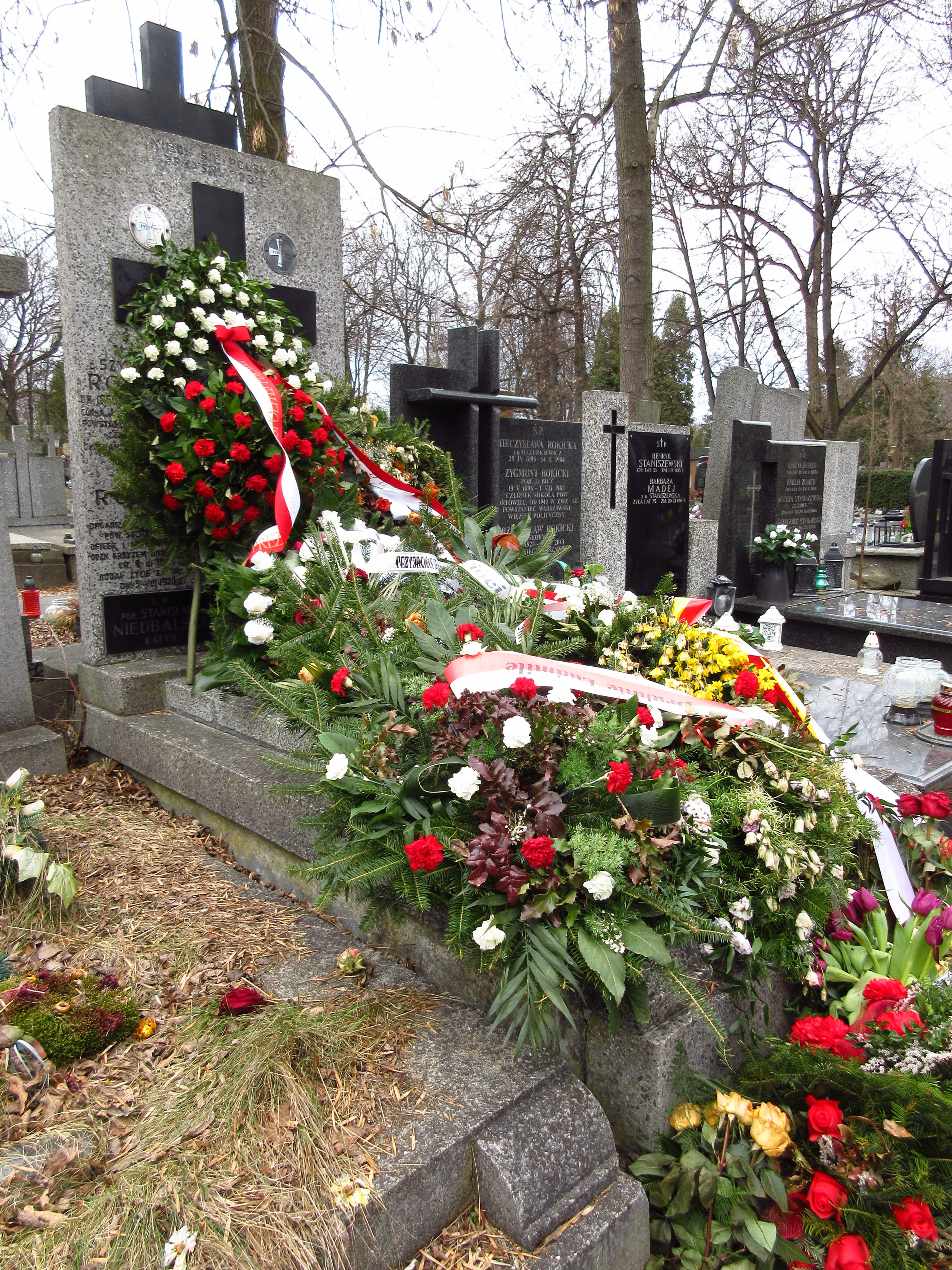
Grób Ludmiły Niedbalskiej na cmentarzu Bródnowskim (2021)

Ludmiła Niedbalska (ur. 26 listopada 1933 w Warszawie, zm. 1 marca 2021) – polska reżyserka i scenarzystka filmowa.

## Życiorys
Urodziła się w Warszawie, gdzie spędziła dzieciństwo i młodość. W czasie II wojny światowej należała do Szarych Szeregów. Po ukończeniu studiów na Wydziale Reżyserii PWST rozpoczęła współpracę z Konradem Nałęckim przy filmie Dwoje z wielkiej rzeki. Swój pierwszy samodzielny film (Uczennica) wyreżyserowała w 1981. Kolejnymi jej dziełami były: Dzień czwarty (1984), Słońce w gałęziach (1986) oraz Kaszubi (1991). Brała udział w realizacji wielu innych filmów i seriali (m.in. Wojna domowa).
W l. 90. XX w. była członkiem "Towarzystwa Pomost". Współpracowała z wydawanym przez to stowarzyszenie pismem polsko-białoruskim (dwujęzycznym) "Dyskusja-Dyskusija". Pochowana na cmentarzu Bródnowskim (kwatera 29A-5-17).